# Federación Internacional de Coaching
La Federación Internacional de Coaching (ICF) es una organización sin fines de lucro dedicada al entrenamiento profesional (coaching). Al mes de diciembre de 2019, la ICF tuvo aproximadamente 34,617 miembros en 139 países. Fundada en 1995, ICF hace campañas en todo el mundo para estándares profesionales dentro de la profesión de entrenamiento, y proporciona una certificación independiente para entrenadores profesionales (a través del ICF Credential) y el entrenador que entrena programas (a través de ICF Acreditación de Programa de Entrenamiento). ICF se ha apellidado "el principal cuerpo acreditador para ambos: programas de formación y entrenadores".
ICF define "entrenar" como una asociación con los clientes en un que proceso estimulante y creativo que inspira a maximizar el potencial personal y profesional.
A diciembre de 2019  hay 29,431 entrenadores en 123 países quiénes ostentan uno de las tres credenciales de la ICF: 17,028 entrenadores certificados asociados (ACC); 11,229 entrenadores profesionales certificados (PCC); y 1,174 Master Certified Coaches (MCC).
En 2011, el ICF y el Consejo Europeo de Mentoria y Entrenamiento Consejo (EMCC) dirigió la presentación en la Unión Europea de una carta qué establece como profesión al entrenamiento y la mentoría la profesión en Europa donde se mantiene como una profesión autorregulada.